# 婚姻生活
《床地风云》（法語：Domicile conjugal，又譯《婚姻生活》）是一部1970年由弗朗索瓦·特吕弗執導的法国电影。

## 演員
- 尚-比埃·里奧 (Jean-Pierre Léaud)
- 克劳德·杰德 (Claude Jade)